# Manuel Toharia
Manuel Toharia Cortés (Madrid, 3 de agosto de 1944) es un divulgador científico español.

## Biografía
Ocupó el cargo de director científico del complejo Ciudad de las Artes y las Ciencias así como del Museo de las Ciencias de Valencia.
Con una formación eminentemente científica en su juventud (es licenciado en Ciencias Físicas por la Universidad Complutense de Madrid, especialidad de Física del cosmos), en 1969 Manuel Toharia empezó a ejercer de periodista, una de las múltiples facetas de su vida profesional.
Desde 1970 a 1979 se encargó de la sección de ciencia del periódico Informaciones. Asimismo, desde 1970 hasta inicios de la década de 1980, fue una de las caras más populares de la televisión en España, concretamente como "hombre del tiempo" en el Telediario de Televisión Española. En TVE dirigió y presentó, además, los programas científicos Alcores (1981-1983) y Última Frontera (1983-1984). Más tarde realizaría El Alambique (1989) para Canal Sur y Viva la Ciencia (1990) y la sección Lo importante interesante del espacio Cada mañana (1991), los dos últimos de nuevo en TVE. Regresó a Televisión española en 2004 para conducir el espacio divulgativo Atlantia.
En el plano cultural también estuvo durante un tiempo ligado a la canción de autor como cantante, arreglista y guitarrista, colaborando en discos de Adolfo Celdrán y editando un disco en solitario en el año 1976 musicando poemas de Rafael Alberti y Nicolás Guillén y versionando canciones de Georges Brassens.
En el año 1976, fue uno de los fundadores del Colegio Francés Saint Exupery, junto a Jean Belda y otros padres de alumnos, que se estableció en la Calle Azulinas antes de moverse al Soto de la Moraleja y ser integrado en el Liceo Francés. 
En dos de las publicaciones más longevas del panorama científico español también se hizo notar su mano, ya que fue uno de los promotores de la revista Muy Interesante, y desde 1983 hasta 1988 ejerció como director de la revista Conocer. En 1991 escribió y publicó un libro infantil titulado Momentos Estelares de la Ciencia, ilustrado por Willi Glasauer y publicado por Círculo de Lectores. Posteriormente fue director del Museo de Ciencias de La Caixa en Alcobendas (Madrid) y a partir de 1999, del Museo de las Ciencias Príncipe Felipe de Valencia.
Ha escrito decenas de libros divulgativos y participado en numerosos vídeos educativos dirigidos para alumnos de ESO de la mano del grupo editorial español independiente "Grupo SM". La sintonía de estos cortometrajes educativos se llegó a convertir en un icono de la ciencia para los alumnos de los 80 y 90.
En radio, colabora habitualmente desde hace más de veinte años en diversos programas de la Cadena Ser y Radio Nacional de España (RNE).

## Libros
- — (2015). Historia mínima del cosmos. Turner. ISBN 9788416354023.

- — (2014). La Sociedad Del Desperdicio. Diaz & Pons. ISBN 9788494249624.

- — (2014). El Cambio Climatico y Otros Problemas De La Humanidad. : Fund. Ecoem. ISBN 9788492411856.

- — (2013). El Libro Del Tiempo. Critica. ISBN 9788498925487.
- — (2006). El clima: el calentamiento global y el futuro del planeta. Debate. ISBN 9788483066836.

## Ciencia
Manuel Toharia es un ferviente defensor de la ciencia, en su más amplio sentido. Igualmente, se declara escéptico siempre que puede, y es frecuente encontrarlo en los medios de comunicación rebatiendo contundentemente los argumentos de supuestos astrólogos, adivinos y futurólogos.
Esta es su postura respecto al cambio climático: reconoce que existe dicho cambio, que la humanidad es responsable de él y que hay que tomar medidas, lo que queda resumido en esta cita:
"Lo que sabemos seguro es que hay una emisión muy elevada de gases invernadero en los últimos cien años y sabemos que es la causa más probable del cambio [...] Lo que está claro es que nuestro modelo energético es excesivamente dependiente de la emisiones de gases de efecto invernadero. Y todo el mundo está de acuerdo: hay que reducirlos". No obstante, considera que existen problemas más urgentes en el mundo, como por ejemplo las graves desigualdades entre países ricos y pobres.

## Premios y reconocimientos
- 2019 Medalla de Oro del Colegio Oficial de Ingenieros Técnicos Industriales de Huelva.[7]
- 2015 Premio "Lupa Escéptica" de la Sociedad para el Avance del Pensamiento Crítico[8]
- Medalla de Honor al Fomento de la Invención (Fundación García Cabrerizo)[9]
- 2004 Premios Prisma, Premio Especial del Jurado (Ayto. de La Coruña).[10]
- 2022 Premio AIQBE al fomento y desarrollo de la Ciencia y la Tecnología[11]